# Tickfaw
Tickfaw és una població dels Estats Units a l'estat de Louisiana. Segons el cens del 2000 tenia 617 habitants.

## Demografia
Segons el cens del 2000, Tickfaw tenia 617 habitants, 241 habitatges, i 166 famílies. La densitat de població era de 150,8 habitants/km².
Dels 241 habitatges en un 36,1% hi vivien nens de menys de 18 anys, en un 53,1% hi vivien parelles casades, en un 11,6% dones solteres, i en un 31,1% no eren unitats familiars. En el 26,6% dels habitatges hi vivien persones soles el 10% de les quals corresponia a persones de 65 anys o més que vivien soles. El nombre mitjà de persones vivint en cada habitatge era de 2,56 i el nombre mitjà de persones que vivien en cada família era de 3,1.
Per edats la població es repartia de la següent manera: un 26,1% tenia menys de 18 anys, un 11,5% entre 18 i 24, un 28,7% entre 25 i 44, un 21,6% de 45 a 60 i un 12,2% 65 anys o més.
L'edat mediana era de 34 anys. Per cada 100 dones de 18 o més anys hi havia 90,8 homes.
La renda mediana per habitatge era de 23.333 $ i la renda mediana per família de 32.143 $. Els homes tenien una renda mediana de 31.875 $ mentre que les dones 19.688 $. La renda per capita de la població era de 13.761 $. Entorn del 27,2% de les famílies i el 31,9% de la població estaven per davall del llindar de pobresa.

## Poblacions més properes
El següent diagrama mostra les poblacions més properes.